# Майшпрах
Майшпрах (нім. Maisprach) — громада  в Швейцарії в кантоні Базель-Ланд, округ Зіссах.

## Географія
Громада розташована на відстані близько 75 км на північний схід від Берна, 10 км на північний схід від Лісталя.
Майшпрах має площу 5,1 км², з яких на 10,2% дозволяється будівництво (житлове та будівництво доріг), 50,6% використовуються в сільськогосподарських цілях, 39,2% зайнято лісами, 0% не є продуктивними (річки, льодовики або гори).

## Демографія
2019 року в громаді мешкало 930 осіб (-1,9% порівняно з 2010 роком), іноземців було 14,9%. Густота населення становила 183 осіб/км².
За віковим діапазоном населення розподілялося таким чином: 16,7% — особи молодші 20 років, 66,1% — особи у віці 20—64 років, 17,2% — особи у віці 65 років та старші. Було 402 помешкань (у середньому 2,3 особи в помешканні).
Із загальної кількості 235 працюючих 66 було зайнятих в первинному секторі, 83 — в обробній промисловості, 86 — в галузі послуг.